# Rene Rinnekangas
Rene Rinnekangas (Iisalmi, 25 settembre 1999) è uno snowboarder finlandese.

## Biografia
Specializzato in big air, slopestyle e halfpipe, Rene Rinnekangas ha esordito a livello internazionale l'8 marzo 2013 ai Campionati mondiali juniores di snowboard, durante i quali si è classificato 38° nell'halfpipe e 20° nello slopestyle. Ha esordito in Coppa del Mondo il 21 gennaio 2016 arrivando 25º nello slopestyle di Mammoth Mountain. Ai II Giochi olimpici giovanili invernali tenutisi nel 2016 ha ottenuto la medaglia di bronzo nello slopestyle e ha chiuso in 8ª posizione l'halfpipe. Ai Campionati mondiali di snowboard di Aspen 2021 ha vinto la medaglia di bronzo nello slopestyle. Il 23 ottobre 2021 a ottenuto il primo podio nel massimo circuito, classificandosi 2⁰ nel big air di Coira.
In carriera ha preso parte a due edizioni dei Giochi olimpici invernali e a cinque dei Campionati mondiali di snowboard.

## Palmarès

### Mondiali
- 1 medaglia:
  - 1 bronzo (slopestyle ad Aspen 2021)

### X Games
- 3 medaglie:
  - 1 argento (slopestyle ad Aspen 2019)
  - 2 bronzi (slopestyle ad Aspen 2021 e big air ad Aspen 2022)

### Coppa del Mondo
- Miglior piazzamento in classifica generale: 11° nel 2021
- Miglior piazzamento nella Coppa del Mondo di big air: 3° nel 2022
- Miglior piazzamento nella Coppa del Mondo di slopestyle: 9° nel 2019
- 1 podio:
  - 1 secondo posto

### Giochi olimpici giovanili
- 1 medaglia:
  - 1 bronzo (slopestyle a Lillehammer 2016)